# Mordelles
Mordelles is een gemeente in het Franse departement Ille-et-Vilaine (regio Bretagne). De plaats maakt deel uit van het arrondissement Rennes. Mordelles telde op 1 januari 2022 7.831 inwoners.

## Geografie
De oppervlakte van Mordelles bedroeg op 1 januari 2022 29,76 vierkante kilometer; de bevolkingsdichtheid was toen 263,1 inwoners per km².

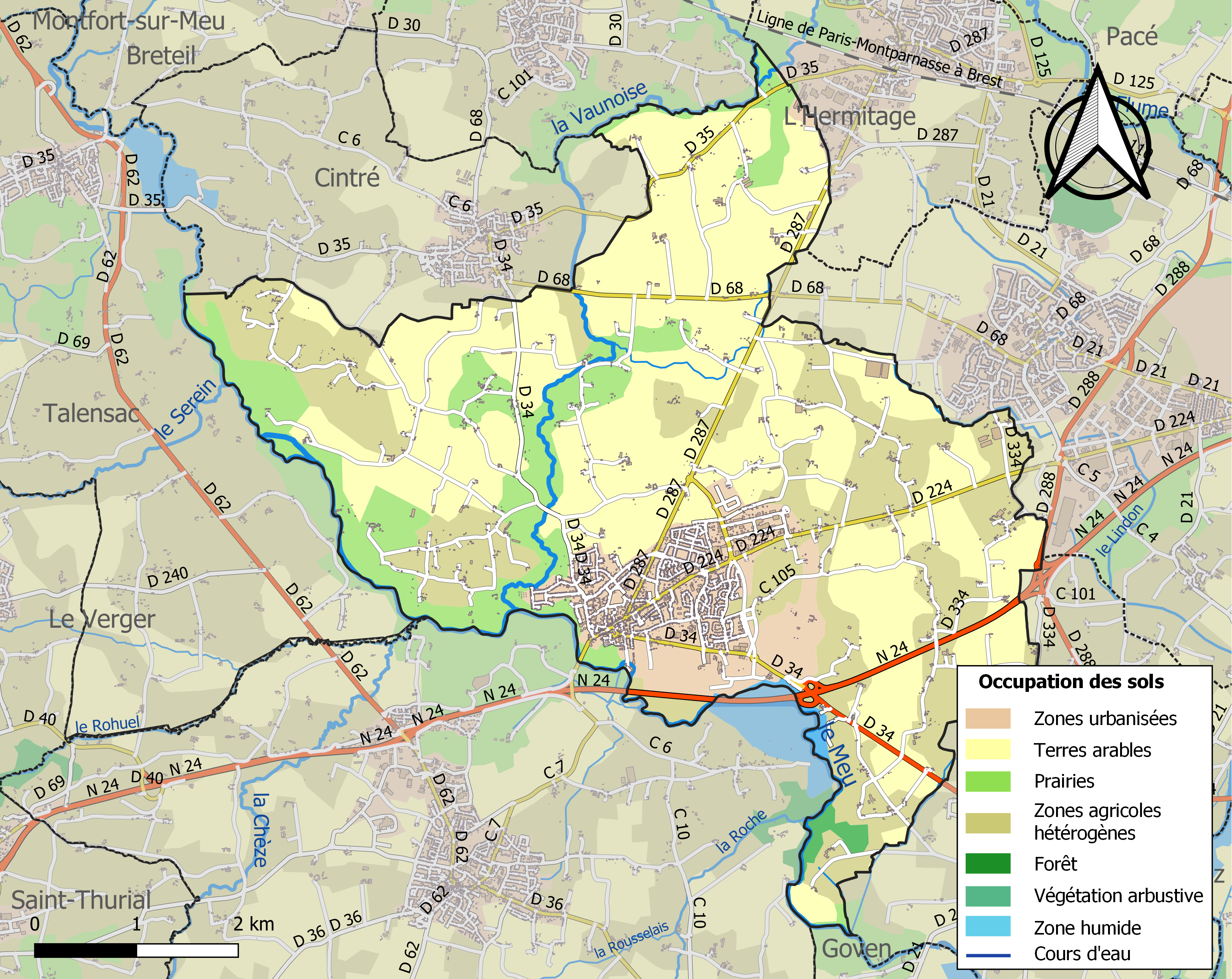
Kaart van de gemeente met belangrijkste infrastructuur, bodemgebruik en omliggende gemeenten

## Verkeer
Het spoorwegstation L'Hermitage - Mordelles ligt in de aanpalende gemeente L'Hermitage.

## Demografie
Onderstaande figuur toont het verloop van het inwonertal, bron: INSEE-tellingen. 